# Le Juif errant (film, 1933)
Pour les articles homonymes, voir Juif errant (homonymie).
Pour plus de détails, voir Fiche technique et Distribution.
Le Juif errant (The Wandering Jew) est un film britannique réalisé par Maurice Elvey et sorti en 1933. Contrairement au film nazi Le Juif éternel ce film présente les juifs comme des victimes d'une persécution injustifiée.

## Synopsis
L'histoire de la persécution du peuple juif depuis la Crucifixion à Jérusalem, en passant par Antioche au moment de la Première croisade, puis lors de le Troisième croisade en Sicile en 1290 jusqu'à Séville en 1560 pendant l'Inquisition.

## Fiche technique
- Titre original : The Wandering Jew
- Réalisation : Maurice Elvey
- Scénario : H. Fowler Mear d'après la pièce de Temple Thurston
- Producteur : Julius Hagen
- Photographie : Sydney Blythe
- Montage : Jack Harris
- Musique : Hugo Riesenfeld
- Société de production : Julius Hagen Productions
- Distributeur : Gaumont British Distributors
- Durée : 111 minutes
- Date de sortie : 15 novembre 1933

## Distribution
- Conrad Veidt : Mathathias
- Marie Ney : Judith
- Basil Gil : Ponce Pilate
- Cicely Oates : Rachel
- Anne Grey : Joan de Baudricourt
- Dennis Hoey : Lord de Baudricourt
- Bertram Wallis : Prince Bohemond
- Hector Abbas : Issachar
- Kenji Takase : Phirous
- Jack Livesey : Geoffrey
- Joan Maude : Gianella
- John Stuart : Pietro Morelli
- Arnold Lucy : Andrea Michelloti
- Peggy Ashcroft : Ollala Quintana
- Francis L. Sullivan : Archevêque Juan de Texada
- Abraham Sofaer : Zapportas
- Felix Aylmer : Ferera
- Ivor Barnard : Castro